# Domination
Domination je četvrti studijski album američkog death metal-sastava Morbid Angel objavljen 9. svibnja 1995. godine. Posljednji je album sastava (do albuma Illud Divinum Insanus) s Davidom Vincentom i prvi s gitaristom Erikom Rutanom. Za pjesmu "Where the Slime Live" snimljen je i spot.

## Popis pjesama
Tekstovi: David Vincent. 
| 1.    | »Dominate«                   | Trey Azagthoth        | 2:40 |
| 2.    | »Where the Slime Live«       | Azagthoth             | 5:27 |
| 3.    | »Eyes to See, Ears to Hear«  | Erik Rutan, Azagthoth | 3:52 |
| 4.    | »Melting«                    | Rutan                 | 1:21 |
| 5.    | »Nothing but Fear«           | Rutan                 | 4:32 |
| 6.    | »Dawn of the Angry«          | Azagthoth             | 4:39 |
| 7.    | »This Means War«             | Rutan                 | 3:12 |
| 8.    | »Caesar's Palace«            | Rutan, Azagthoth      | 6:21 |
| 9.    | »Dreaming«                   | Azagthoth             | 2:17 |
| 10.   | »Inquisition (Burn with Me)« | Rutan, Azagthoth      | 4:34 |
| 11.   | »Hatework«                   | Vincent               | 5:48 |
| 44:43 |                              |                       |      |

## Zasluge
Morbid Angel
- David Vincent - vokali, bas-gitara
- Erik Rutan - gitara, klavijature
- Pete Sandoval - bubnjevi
- Trey Azagthoth - gitara, klavijature

Ostalo osoblje
- Bill Kennedy - produkcija, inženjer zvuka, miks
- Mark Prator - inženjer zvuka
- Alan Yoshida - mastering
- Frank White - slike
- Dan Muro - naslovnica, slike
- Eric Cadieux - programiranje